# Referendum sul Trattato di Maastricht
Il referendum sul trattato di Maastricht del 20 settembre 1992 fu un referendum svoltosi in Francia il 20 settembre 1992.

## Quesito
Approvate voi il progetto di legge sottoposto al popolo francese dal Presidente della Repubblica autorizzante la ratifica del trattato sull'Unione Europea?

## Votanti
|          | Numero     | Percentuale di Iscritti |
| -------- | ---------- | ----------------------- |
| Iscritti | 38 299 794 | 100%                    |
| Astenuti | 11 603 168 | 30.30%                  |
| Votanti  | 26 696 626 | 69.70%                  |

|                 | Numero     | Percentuali di votanti |
| --------------- | ---------- | ---------------------- |
| Votanti         | 26 696 626 | 100%                   |
| Bianche o nulle | 904 451    | 3.39%                  |
| Espressi        | 25 792 175 | 96.61%                 |

## Risultati
| No : 12 626 700 (48,96 %) |  |  | Sì : 13 165 475 (51,04 %) |
| ▲                         |  |  |                           |